# دلنج (سودان)
دلنج (به عربی: محلیة الدلنج) یک منطقهٔ مسکونی در سودان است که در کردفان جنوبی واقع شده‌است.